# Kolos Tamás
Kolos Tamás, születési nevén Kaiser Tamás (Budapest, 1927. január 20. – Budapest, 2013. április 8.) klinikai szakpszichológus.

## Élete
Kaiser Sándor (1901–1945) kávéháztulajdonos és Mezei Erzsébet (1899–1945) fiaként született. Gyermekévei polgári jómódban teltek el, családja tulajdonában állt a Hadik kávéház. A magyarországi vészkorszak idején apja eltűnt, 1947-ben holtnak nyilvánították. Anyja túlélte a holokausztot, azonban 1945 októberében altatómérgezés következtében elhunyt. Ő maga alig 18 évesen, kényszermunkából szökve, többszöri életveszélyből menekülve, nővérével együtt életben maradt.
Felesége gyermekorvos, egy fia, egy lánya és három unokája van. Szakterülete kronológia szerint: általános gyermekpszichológia gyakorlat mellett kriminálpszichológia, ezen belül a gyermek- és fiatalkori kriminalitás; a suicidium gyermek és fiatalkorban, valamint a gyermekelhelyezés pszichológiája. Közben mindvégig: pszichoterápia.
… Az 1945-ös év eleje számomra a dilemma korát jelentette. Racionális megfontolás szerint ahol az emberre vadásztak és a családja jórészét megölték, onnan el kell mennie. Érzelmeim viszont visszatartottak. Úgy döntöttem, hogy ami történt, az nem lényege, hanem lapszusa nemzetemnek. Társaimmal segítettünk úgy-ahogy „lakhatóvá” tenni  a patinás Eötvös József gimnáziumot, hogy leérettségizzünk. Szabad volt az út a vágyott medicina felé, ami alighanem jelentősen hatott dilemmám feloldásában. Medikus lehettem, részt vettem az egyetemi diákélet demokratikus szervezeti felépítésében és életében, szabadon lehetett baloldalinak lenni.…
Három évet végzett el a Budapesti Orvostudományi Egyetemen. Közben kitekintett az írás, újságírás felé is. Írt recenziókat, fordított, lektorált, meséi jelentek meg könyvben, újságban, külsősként dolgozott a Rádiónak, lapoknak, kiadóknak.
…Az életet majdnem jónak, többé-kevésbé igazságosnak véltem. Koalíció volt, ma középbal beállítódásúnak pozícionálnám akkori önmagamat. Aztán ránktört a fordulat évének nevezett téboly. Lehetetlennek éreztem és elutasítottam, hogy azok, akik a fasizmus elleni illegalitás hősei voltak, egyszerre a nép ellenségei lettek, kémekké váltak, hazaárulókká, kiket megaláztak, bebörtönöztek, kivégeztek. Ennek itt-ott hangot is adtam, fogyott körülöttem a levegő. Bár a politika számomra csupán a diákmozgalom szintjét jelentette, pártnak soha nem voltam (vagyok és leszek) tagja, becsapottnak éreztem magam. Hibásnak és hiábavaló áldozatnak ítéltem meg ’45-ös döntésemet. Ennek mentén, hűen önmagamhoz, ismét határoztam. Megkíséreltem elhagyni az országot, illegálisan. Elfogtak, 8 hónapra ítéltek, ebből 6-ot kellett letöltenem. Az egyetemről kizártak. Évekig segédmunkásként, a nővérem és férje támogatásával, nehezen éltem. Aztán valamelyest oldódott a prés. Beiratkozhattam felsőfokú tanintézetbe, ahol a szellem lehetővé tette, hogy egyes tanárok, színleg a Freudizmust ostorozó kritikai címszó alatt, burkoltan leadták a pszichoanalízis főbb irányvonalait. Közben Hermann Imre és Liebermann Lucy jeles pszichoanalitikusok páciense, illetve tanítványaként mélyen beleástam magam a pszichológia tudományába, főként annak analitikus vonulatába. Amikor lehetett volna, ’56-ban, személyes okok miatt itthon maradtam. Diploma után a rendszer korábbi ortodox pszichológia-körüli ellenessége lényegesen oldottabbá vált, megnyíltak az elhelyezkedés lehetőségei…

## Tanulmányok
- Gyógypedagógiai Tanárképző Főiskola (1959)
- ELTE BTK Pszichológiai doktorátus (1967)
- Klinikai szakpszichológusi oklevél (1987)
- Orvosi psychologia (Orvostovábbképző Intézet, stúdium, 1970)
- Bevezető az orvos-egészségügyi szociológiába (Orvostovábbképző Intézet, stúdium, 1973)
- Hermann Imre professzornál, illetve Liebermann Lucynál pszichoanalízis, majd kiképző analízis (1954-59, 1961-63)
- Levelező aspirantúra (1962-66) Tudományos Minősítő Bizottság-i kandidátusi vizsga (Pszichológia, általános és kriminálpszichológia tárgykör, 1966)[4]

## Munkahelyek, szakma
- Intézeti nevelőtanár (1959–1963) mellette
  - Gyermekvédelmi rendőrség, szakértő (1959–1976) és
  - Heim Pál Gyermekkórház, konziliárius (1961–1967) és
  - MTA Gyermeklélektani Intézet, ambulancia (1961–1963)
- MTA Pszichológiai Intézet, tudományos munkatárs (1963–1967)
- Heim Pál Gyermekkórház, pszichológus, majd intézeti vezető pszichológus, osztályvezető (1976–1996)

„…1961-ben alakult meg a Heim Pál Gyermekkórház Toxikológiai Osztálya a főváros és a budapesti agglomeráció mérgezéses gyermekeinek ellátására. Ezek közé tartoztak az öngyilkosságot megkíséreltek is. (A XIX. század második fele óta van kötelező hazai statisztikai adatszolgáltatás Azóta tudjuk, hogy országunk öngyilkossági rátája sajnálatosan mindig a lista negatív élvonalába sorolható, gyermek- és fiatalkorúak vonatkozásában meg egyenesen listavezető.) Kórházunkban két visszaeső leány esete kapcsán a pszichológia iránt erős fogékonyságot mutató Sárkány Jenő professzor, a kórház igazgatója és Szamosi József főorvos, a Toxikológia osztály vezetője számára hamar kiderült, hogy itt nem elég a gyomormosás és a szükséges medikamentumokkal való ellátás. Valamiféle többletre van szükség, amit a pszichológiai intervencióban véltek megtalálni. Így lettem  heti négy órában konziliárius. Ám az is kiderült, hogy nem csak a toxikológia igényli a pszichológus munkáját, hanem szinte valamennyi osztály. Ennek azért tudtam eleget tenni és a megszabottnál jóval többet a kórházban lenni, mert a kutatóintézeti körülmények ezt lehetővé tették. Érdeklődésem fordított : sokkalta inkább klinikus, azaz gyógyító igényű, mint klasszikusan  kutatói. Nem az adott, esetleg megadott témát szerettem kutatni, hanem a gyógyítás gyakorlatából kiragadni azt, amit kitűnik és azzal foglalkozni behatóan. Ezért 1967-ben, ismét hűen önmagamhoz, az elegáns és kényelmes kutatói státuszt felcseréltem a fáradságos kórházi klinikussággal. Ez aztán 1970-re egy igen frekventált, sokrétű, számos tudományos publikációt is leközlő ambuláns osztállyá nőtte ki magát, ahová szinte az egész országból áradtak a betegek jórészt orvosi intézmények részéről hozzánk irányítva, de nem kevesen önként is ide kívántak jönni. Jó érzéssel könyvelhettem el, hogy a kezdeti, néhány órás munkámból, szinte észrevétlenül a Heim Pál Kórház Pszichológia alapítója lettem, ami időrendben az első közkórházi gyermekpszichológiai osztály a háborút követően, igyekszik helytállni. Ezzel a munkával jól összecsengett a gyermekrendőrségi tevékenység. A körünkből korán eltávozott dr. Majláth György kollégámmal ugyanazokkal a klinikus pszichológiai metódusokkal vizsgáltuk a kis tolvajokat, mint a kórházban az öngyilkos, bevizelő, magatartási panaszokkal, iskolai, tanulási, pszichoszomatikus, vagy más bajjal küzdő gyerekeket. Éppúgy behívtuk az anyát, kikérdezve az előzményeket, ugyanúgy alkalmaztuk a jó anamnézis fél diagnózis elvét, mint tettük azt a kórházban. Némi „fondorlattal”, kihasználva a korábban üldözött, de legalábbis mellőzött pszichológia körüli jelentősen oldódó légkört, a gyerekrendőrségen bűncselekmény-megelőzőnek titulált fogadóórákat vezettünk be, amit fennhangon preventív rendelésnek neveztünk el, ami azonban egy nyitott gyermekpszichológiai ambulancia volt, ahová voltaképpen bárki kívülről is bejöhetett. Ambulanciánk tevékenységében jó néhány fiatal „bejáró” gyermekorvos és pszichológus vett részt térítés nélkül, lelkesedésből, szakmai elhivatottságból.…” (Kórházi előadás, részlet, 1994)

## Főbb publikációk

### Kriminálpszichológia
- Kolos Tamás és Majláth György: Érzelmi sérülés és gyermekkori kriminalitás, Pszichológiai Tanulmányok IV. MTA, Budapest, 1964. 537–548.
- Kolos Tamás: Kriminálpszichológia in: Pszichológiai alapfogalmak kis enciklopédiája, (szerk.: Bartha L.), Budapest, 1966, 125–131.
- Kolos Tamás: Újabb vizsgálati adatok a gyermek-és fiatalkori öngyilkosság, dadogás és bűnözés aetiologiai, valamint pathomechanikai összefüggéseinek tárgyköréből. Pszichológiai Tanulmányok XIV. MTA, Budapest, 1975, 575–580.

### Suicidium
- Kolos Tamás és Szamosi József: A fiatalkori öngyilkosság pszichés háttere. Magyar Pediáter, Budapest, 1971, 5,3, 27–28.
- Kolos Tamás, Piszker Ágnes, Gallus Klára: A gyermekkori öngyilkosság szerveződése és pszichoterápiája. Magyar Pediáter, Budapest, 1977,11,3, 284–292.
- Kolos Tamás: Miért? (Gondolatok a gyermeköngyilkosságról, in: Társadalmunk védelmében II. (szerk.: Levendel J., Horgas B.,) Budapest, 1987, 91–93.

### Gyermekelhelyezés
- Kolos Tamás: Gyermekelhelyezési perek igazságügyi pszichológus-szakértői vizsgálatai. Magyar Pediáter, Budapest, 1978, 12,1, 66–71.
- Kolos Tamás: Gyermekelhelyezési perek intrapszichés történései, in: Klinikai gyermekpszichológiai tanulmányok. (szerk.: Gerő Zs.) MTA, Budapest, 1988, 134–147.
- Kolos Tamás: Igazságügyi pszichológus-szakértői utóvizsgálatok gyermekelhelyezési perekben. Pediáter, Budapest, 4, 1995, 249–251.

### További publikációk
- Kolos Tamás: Az enuresis nocturna korszerű szemlélete és terápiája a gyermekpszichopatológiában. Pszichológiai Tanulmányok XIII. MTA, Budapest, 1972, 477–483.
- Gallus K., Jáky I., Szamosi É., Kolos T.: A krízis-intervenció krízise. MTA, Budapest, 1985, 75–78.
- Szokoly M., Gallus K., Jáky I., Szamosi É., Kolos T.: Dinamikus szemlélet, eklektikus módszerek, szociális intervenció. MTA, Budapest, 1986, 162–171.

## Szemléleti beállítódás, módszer
„…Az osztály valamennyi munkatársa dinamikus pszichológiai beállítottságú, ami azonban korántsem jelenti azt, hogy munkánkban ortodox  analitikus szemlélet dominálna. Gyermekpszichológiában nem célszerű bármiféle mereven megkötött módszer alkalmazása. Itt csakis a rugalmasan személyreszabott technika, esetleg technikák egymásmellettisége, azaz lényegében az eklektikus módszer az, ami eredményre vezethet…Hasznos szem előtt tartani, hogy munkánk jelentős részben szülőpszichológia. Rajtuk keresztül, az ügy mellé állításuk révén, megnyerésük által, olykor akár saját problémájuk oldása során érhetjük el a gyermek státuszának rendezését…Más kérdés a felnőtt pszichoterápia. Ott módszer tekintetében számunkra egyértelműen domináns az analitikus szemlélet, ám ott sem ortodox módon alkalmazva azt.
Magam mindig elsőrendű feladatomnak tekintettem, hogy a gyermekorvosok,  ahol az indokolt, képesek legyenek pszichológiai szempontok szerint is gondolkodni. Ehhez kitűnő lehetőséget nyújt a körzeti gyermekorvosok öt évenkénti 2-3 hetes kötelező továbbképző tanfolyama, ami a Heim Pál kórházban történik, s aminek állandó előadója vagyok…”

## Publikációk, előadások, oktatás
- Szakcikk : mintegy 80
- Könyvrészlet : 2
- Előadás hazai  és külföldi nemzetközi kongresszuson : 12
- Hazai tudományos szintű előadás : 28
- Orvostovábbképző előadás :  76
- Citációs index : 12

## Egyéb szakmai megnyilvánulás
- Rádió : 14 szereplés
- TV : 2 szereplés
- Játékfilm szakértés : 1
- Rövidfilm szakértés : 5

## Társadalmi funkciók
- Magyar Pszichológiai Társaság Klinikai Gyermekpszichológia Szekció vezetőségi tag (1980–1990)
- Magyar Pediáter (majd Pediáter) pszichológia rovatvezető  (1984–1999)
- Gyermekvédő Liga elnökhelyettes (1989–1992)
- Országos Pszichológiai Szakértői Bizottság tag (1989–1994)
- Egészségügyi Tudományos Tanács (ETT TUKEB) tag (1993–2000)
- Igazságügyi pszichológus szakértő (1970–)

## Díjai, elismerései
- Közbiztonsági érdemérem arany fokozat  (szakértésért, 1972)
- Igazságügyi Szakértői Kamara gyémánt jelvény (2001)
- Heim Pál kórház „áldozatos munkáért”centenáriumi emléklap (2009)